# Stylocoeniella guentheri
Stylocoeniella guentheri là một loài san hô trong họ Astrocoeniidae. Loài này được Bassett-Smith mô tả khoa học năm 1890.